# Меркушкін Микола Іванович
Микола Іванович Меркушкін (мокш.: Меркушкин Кола, нар. 5 лютого 1951, с. Од Верхісса, Інсарський район, Мордовія, РСФСР) — російський політичний діяч. Спеціальний представник президента РФ із взаємодії зі Всесвітнім Конгресом фіно-угорських народів з 25 вересня 2017 року.
Губернатор Самарської області (2012—2017), в 1995—2012 — глава Мордовії.

## Життєпис
Нар. у багатодітній селянській родині. Національність — мокша. 1968—1973 навчався на факультеті електронної техніки у Мордовському державному університеті. Там же розпочав політичну кар'єру в молодіжній організації КПРС (стає очільником Комсомолу в рідному університеті).

## Політична діяльність
1977 — секретар, 1979 — другий секретар і 1982—1990 перший секретар Мордовського обкому ВЛКСМ. 1986 — перший секретар Теньгушевського райкому КПРС (мокшанська половина Мордовської АРСР). 1990 — голова Теньгушевської районної Ради.
1990 балотувався на посаду голови Верховної Ради Мордовськой АРСР, але програв Ніколаю Бірюкову. Потім включився у президентську кампанію, але навіть не пройшов у другий тур виборів. З 1991 — голова Фонду державного майна Мордовської АРСР. Знову бере участь у виборах різного рівня, але до 1994 — невдало.

### На чолі Мордовії
1994 — депутат Державних Зборів Мордовії по 37-му округу. 1995 — 24 січня обраний спікером ДЗ Мордовії, у вересні добивається скасування інституту Президента РМ і, оминувши виборчу процедуру, стає Главою Мордовії. 1998 — вперше на всенародних виборах здобуває пост глави республіки; 2002 — вдруге.
З 2005 отримує владу над Республікою із рук федеральної Москви. 7 жовтня 2010 стає Главою Республіку уп'яте, чим явно порушуються всі норми ротації чиновників федерального рівня.

### Діяльність у федеральних органах влади
1995—2001 — представник Мордовії у раді федерації РФ. Був головою Комісії з регламенту і парламентських процедур, заступник голови Комітету з питань економічної політики.
Член Ради РФ, керівником комісії з розвитку АПК і соціальній перебудові села, член Президії Ради з фізкультури та спорту при Президенті РФ. Очолює комісію з розвитку масової фізкультури.
2006 — заступник керівника Міжвідомчої робочої групи при Президенті РФ з проекту «Розвиток агропромислового комплексу».

### Національна політика
Представник старого мордовського апарату, який зумів ліквідувати вплив ерзянської етнічної групи на користь представників мокшанської національності. За його правління сформувалася ерзянська етнічна опозиція, яка виступає за створення Палати Національностей. Вона мала б відображати національну специфіку Мордовії — республіки з двома корінними народами: ерзя та мокша.
У освітній царині М. не перешкоджає прискореній русифікації як мокшанських, так і ерзянських сільських анклавів. Користуючись винятковою довірою федерального центру, формує нову політичну ідентичність — мордовський народ, який вже існує де-факто як колектив креолізованих представників корінних фіно-угорських груп.

### Релігійні уподобання
Спрівпрацює з структурами РПЦ, насампеперед з Варсонофієм, митрополитом Саранським і Мордовським, який нині є керуючим справами всієї РПЦ. Особисто підтримує роботи з відбудови православних храмів на території Мордовії. Найвідоміший проект — храм св. Феодора Воїна у центрі Саранська, на відкриття якого приїжджали Патріарх Московський Алексій II та Путін.
Скептично ставиться до ідеї відродження традиційних вірувань мокшан та ерзян (так звані язичники), хоча брав участь у старовинному обряді Раскень Озкс 2010 року.

## Родина
Одружений з ерзянкою Таїсією Меркушкіною, виховує двох синів.